# Appias lalassis
Appias lalassis är en fjärilsart som beskrevs av Grose-smith 1887. Appias lalassis ingår i släktet Appias och familjen vitfjärilar. Inga underarter finns listade i Catalogue of Life.